# Grimpar à longue queue
Deconychura longicauda
Espèce
Statut de conservation UICN

 LC  : Préoccupation mineure
Le Grimpar à longue queue (Deconychura longicauda) est une espèce de passereaux de la famille des Furnariidae.

## Répartition

Aire de répartition de Deconychura longicauda.

Cet oiseau se rencontre au Brésil, au Guyana, en Guyane et au Suriname.

## Liste des sous-espèces
Selon GBIF (18 avril 2024) :
- Deconychura longicauda connectens Zimmer, 1929
- Deconychura longicauda darienensis Griscom, 1929
- Deconychura longicauda longicauda (Pelzeln, 1868)
- Deconychura longicauda minor Todd, 1917
- Deconychura longicauda pallida Zimmer, 1929
- Deconychura longicauda typica Cherrie, 1891
- Deconychura longicauda zimmeri Pinto, 1974

## Systématique
Le nom valide complet (avec auteur) de ce taxon est Deconychura longicauda (Pelzeln, 1868).
L'espèce a été initialement classée dans le genre Dendrocincla sous le protonyme Dendrocincla longicauda Pelzeln, 1868.
Ce taxon porte en français le nom vernaculaire ou normalisé suivant : Grimpar à longue queue,.
Deconychura longicauda a pour synonyme :
- Dendrocincla longicauda Pelzeln, 1868